# Crime Mob
Crime Mob ist eine Hip-Hop-/Crunk-Gruppe, die aus den fünf Mitgliedern M.I.G., Cyco Black, Diamond und den Geschwistern Lil' Jay und Princess besteht. Bekannt wurden sie 2004 durch ihre Single „Knuck If You Buck“. Der Name Crime Mob kommt von einer Gang aus Ellenwood, im Südosten von Atlanta, Georgia.

## Mitglieder
- Jonathan „Lil Jay“ Lewis (1985 in Atlanta, Georgia)
- Venetia „Princess“ Lewis (19. Februar 1987 in Atlanta, Georgia)
- J „M.I.G.“ Usher (1987 in Atlanta, Georgia)
- Alphonce „Cyco Black“ Smith (1986 in Sandy Springs, Georgia)
- Brittany Diamond Carpenter (20. Mai 1988)

## Diskografie

### Studioalben
| Jahr | Titel           | Höchstplatzierung, Gesamtwochen, AuszeichnungChartsChartplatzierungen (Jahr, Titel, Platzierungen, Wochen, Auszeichnungen, Anmerkungen) | Anmerkungen                          |
| Jahr | Titel           | US | Anmerkungen                          |
| ---- | --------------- | --- | ------------------------------------ |
| 2004 | Crime Mob       | US90 (14 Wo.)US | Erstveröffentlichung: 4. August 2004 |
| 2007 | Hated on Mostly | US31 (7 Wo.)US | Erstveröffentlichung: 20. März 2007  |

### Singles
| Jahr | Titel Album                  | Höchstplatzierung, Gesamtwochen, AuszeichnungChartsChartplatzierungen (Jahr, Titel, Album, Platzierungen, Wochen, Auszeichnungen, Anmerkungen) | Anmerkungen                                             |
| Jahr | Titel Album                  | US | Anmerkungen                                             |
| ---- | ---------------------------- | --- | ------------------------------------------------------- |
| 2004 | Knuck If You Buck Crime Mob  | US76 Platin (Mastertone) · (20 Wo.)US | Erstveröffentlichung: 29. Mai 2004 feat. Lil Scrappy    |
| 2006 | Rock Yo Hips Hated on Mostly | US30 (20 Wo.)US | Erstveröffentlichung: 29. August 2006 feat. Lil Scrappy |

Weitere Singles
- 2005: Stilettos (Pumps)
- 2005: I’ll Beat Yo Azz
- 2007: Circles